# Nahverkehr in Köln

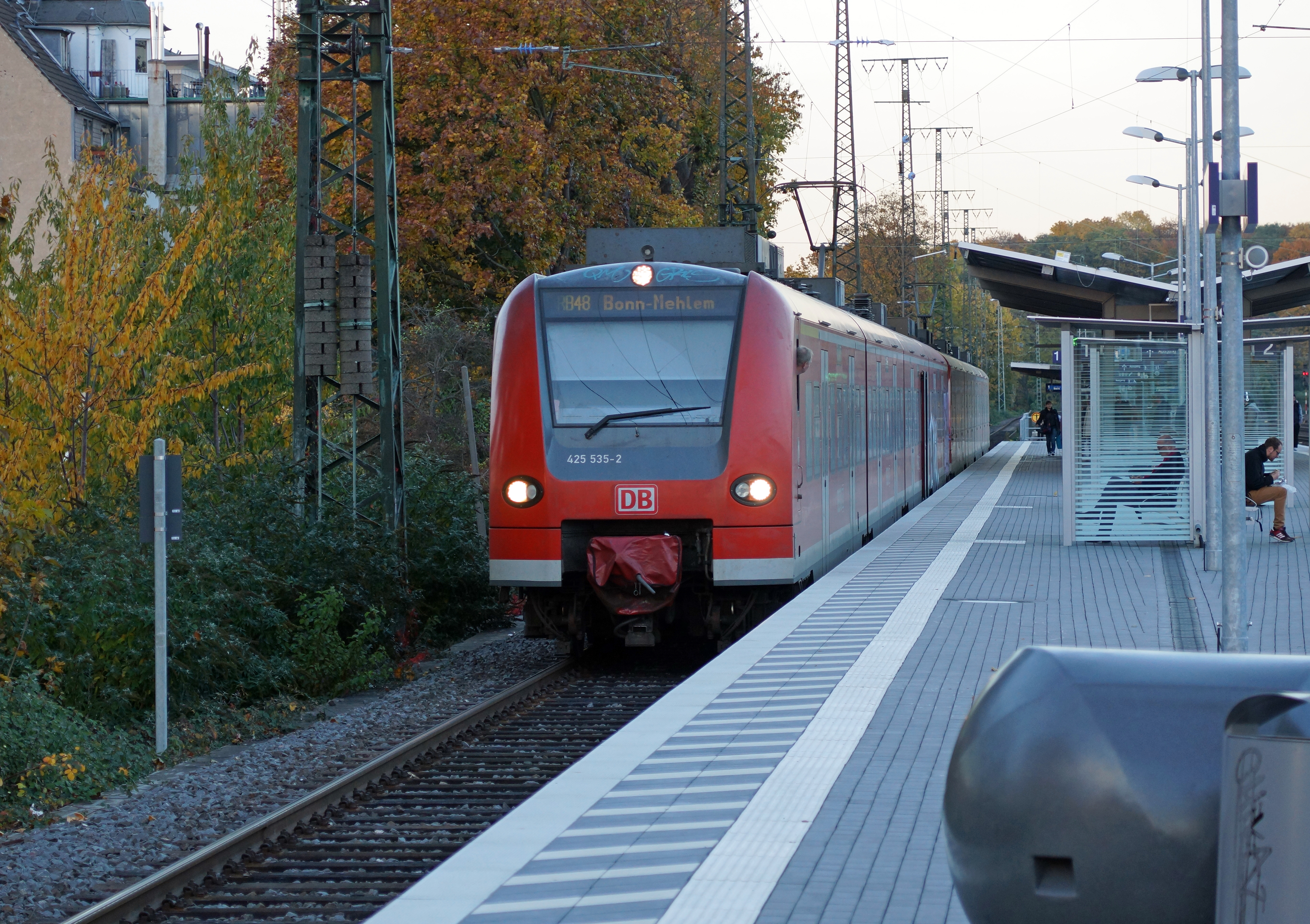
Regionalbahn (RB) im Bahnhof Köln West

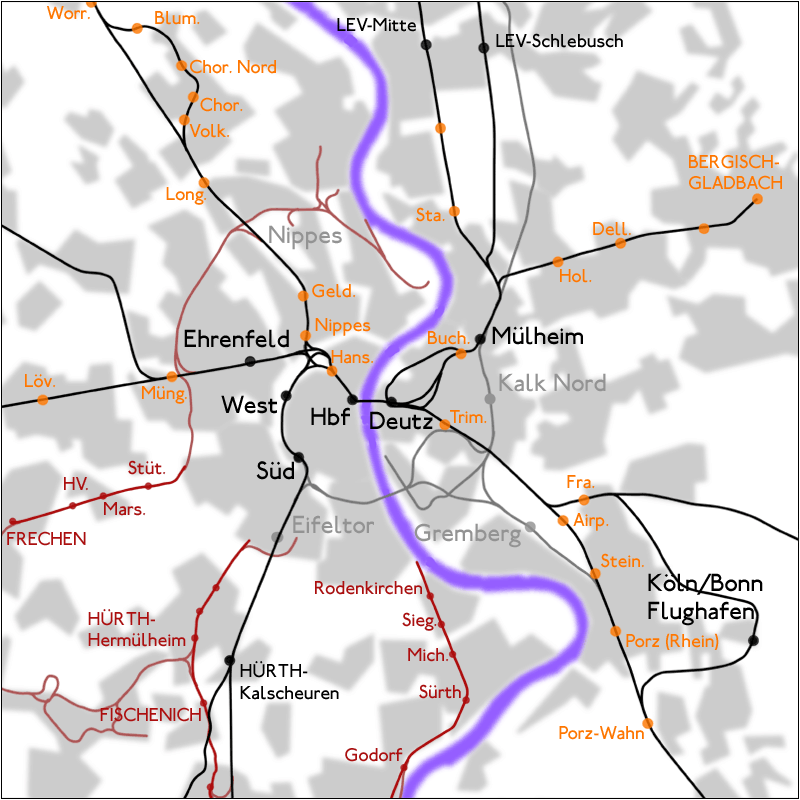
Karte der Stationen des Schienenpersonenfern- und Nahverkehrs (SPFV und SPNV), S-Bahn- und des Stadtbahnverkehrs auf Eisenbahngleichen Trassen

In der nordrhein-westfälischen Großstadt Köln besteht ein dichtes Nahverkehrsnetz, welches aus der Stadtbahn Köln, einem Mischsystem aus Straßen- und U-Bahn, sowie der S-Bahn, Regionalzügen und Buslinien besteht.

## Stadtbahn Köln

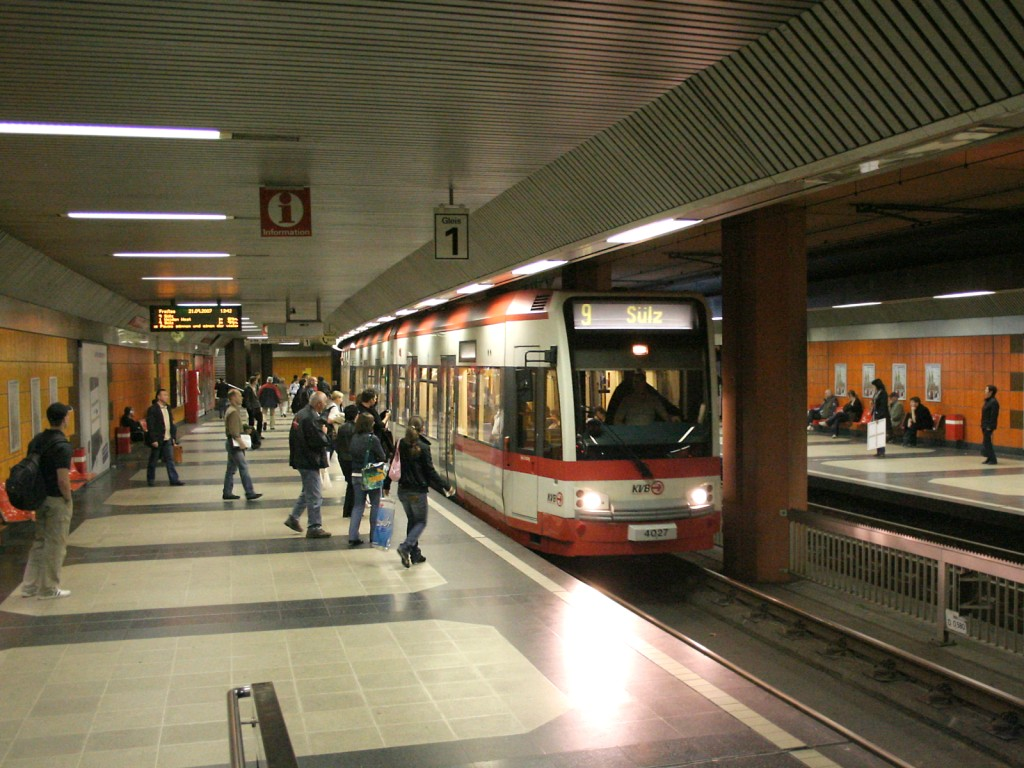
Niederflur-Stadtbahn der KVB im U-Bahnhof Deutz/Messe

Die Stadtbahn ist das am häufigsten im innerstädtischen ÖPNV genutzte Verkehrsmittel. Zwölf Linien verkehren im Hoch- und Niederflurnetz, welche von den Kölner Verkehrsbetrieben (KVB) AG betrieben werden. Eine Besonderheit Kölns sind die durchgehenden Direktverbindungen nach Bonn, hier verkehrt die Linie 18 zwischen Köln und Bonn Hauptbahnhof und die Linie 16 noch weiter bis zum Bahnhof Bonn-Bad Godesberg. Die Linie 1 verkehrt bis Bensberg in Bergisch Gladbach, die Linie 7 bis Frechen.

### Linien der Stadtbahn Köln
| Linie | Verlauf |
| ----- | --- |
| 1     | Weiden West – Weiden Zentrum – Junkersdorf – Rheinenergiestadion – Müngersdorf – Aachener Straße/Gürtel – Rudolfplatz – Neumarkt – Heumarkt – Bf Deutz/Messe – Kalk – Höhenberg – Merheim – Brück – Lustheide – Refrath – Kippekausen – Frankenforst – Bensberg                                    |
| 3     | Görlinger-Zentrum – Bocklemünd – Bickendorf – Venloer Straße/Gürtel (Bf Ehrenfeld) – Hans-Böckler-Platz/Bf West – Friesenplatz – Neumarkt – Severinstraße – Bf Deutz/Lanxess Arena – Koelnmesse – Buchforst – Buchheim – Holweide Vischeringstraße – Dellbrück – Thielenbruch                      |
| 4     | Bocklemünd – Bickendorf – Venloer Straße/Gürtel (Bf Ehrenfeld) – Hans-Böckler-Platz/Bf West – Friesenplatz – Neumarkt – Severinstraße – Bf Deutz/Lanxess Arena – Koelnmesse – Mülheim Wiener Platz – Höhenhaus – Dünnwald – Schlebusch                                                             |
| 5     | Sparkasse Am Butzweilerhof – Ossendorf – Neuehrenfeld – Hans-Böckler-Platz/Bf West – Friesenplatz – Dom/Hbf – Rathaus – Heumarkt |
| 7     | Frechen – Marsdorf – Lindenthal – Aachener Straße/Gürtel – Rudolfplatz – Neumarkt – Heumarkt – Poll – Westhoven – Ensen – Porz Markt – Zündorf |
| 9     | Sülz – Zülpicher Straße/Gürtel – Universität – Dasselstraße/Bf Süd – Zülpicher Platz – Neumarkt – Heumarkt – Bf Deutz/Messe – Kalk – Vingst – Ostheim – Rath/Heumar – Königsforst |
| 12    | Merkenich – Niehl – Weidenpesch – Neusser Straße/Gürtel – Nippes – Ebertplatz – Hansaring – Friesenplatz – Rudolfplatz – Zülpicher Platz – Barbarossaplatz – Zollstock |
| 13    | Sülzgürtel – Zülpicher Straße/Gürtel – Lindenthal – Aachener Str./Gürtel – Venloer Straße/Gürtel (Bf Ehrenfeld) – Geldernstraße/Parkgürtel – Neusser Straße/Gürtel – Amsterdamer Straße/Gürtel – Mülheim Wiener Platz – Bf Mülheim – Buchheim – Holweide Vischeringstraße                          |
| 15    | Chorweiler – Heimersdorf – Longerich – Weidenpesch – Neusser Straße/Gürtel – Nippes – Ebertplatz – Hansaring – Friesenplatz – Rudolfplatz – Zülpicher Platz – Barbarossaplatz – Chlodwigplatz – Ubierring                                                                                          |
| 16    | Niehl Sebastianstr. – Amsterdamer Str./Gürtel – Ebertplatz – Dom/Hbf – Neumarkt – Barbarossaplatz – Chlodwigplatz – Ubierring – Bayenthal – Rodenkirchen – Sürth – Godorf – Wesseling – Hersel – Bonn Hbf – Bonn Bad Godesberg Bf – Bonn Bad Godesberg Stadthalle (gemeinsam mit SWB Bus und Bahn) |
| 17    | Severinstraße – Chlodwigplatz – Rodenkirchen (– Sürth) |
| 18    | Thielenbruch – Dellbrück – Holweide Vischeringstraße – Buchheim – Bf Mülheim – Mülheim Wiener Platz – Zoo/Flora – Ebertplatz – Breslauer Platz/Hbf – Dom/Hbf – Neumarkt – Barbarossaplatz – Klettenberg – Hürth – Brühl – Bornheim – Bonn Hbf (gemeinsam mit SWB Bus und Bahn)                     |

### Nord-Süd-Stadtbahn

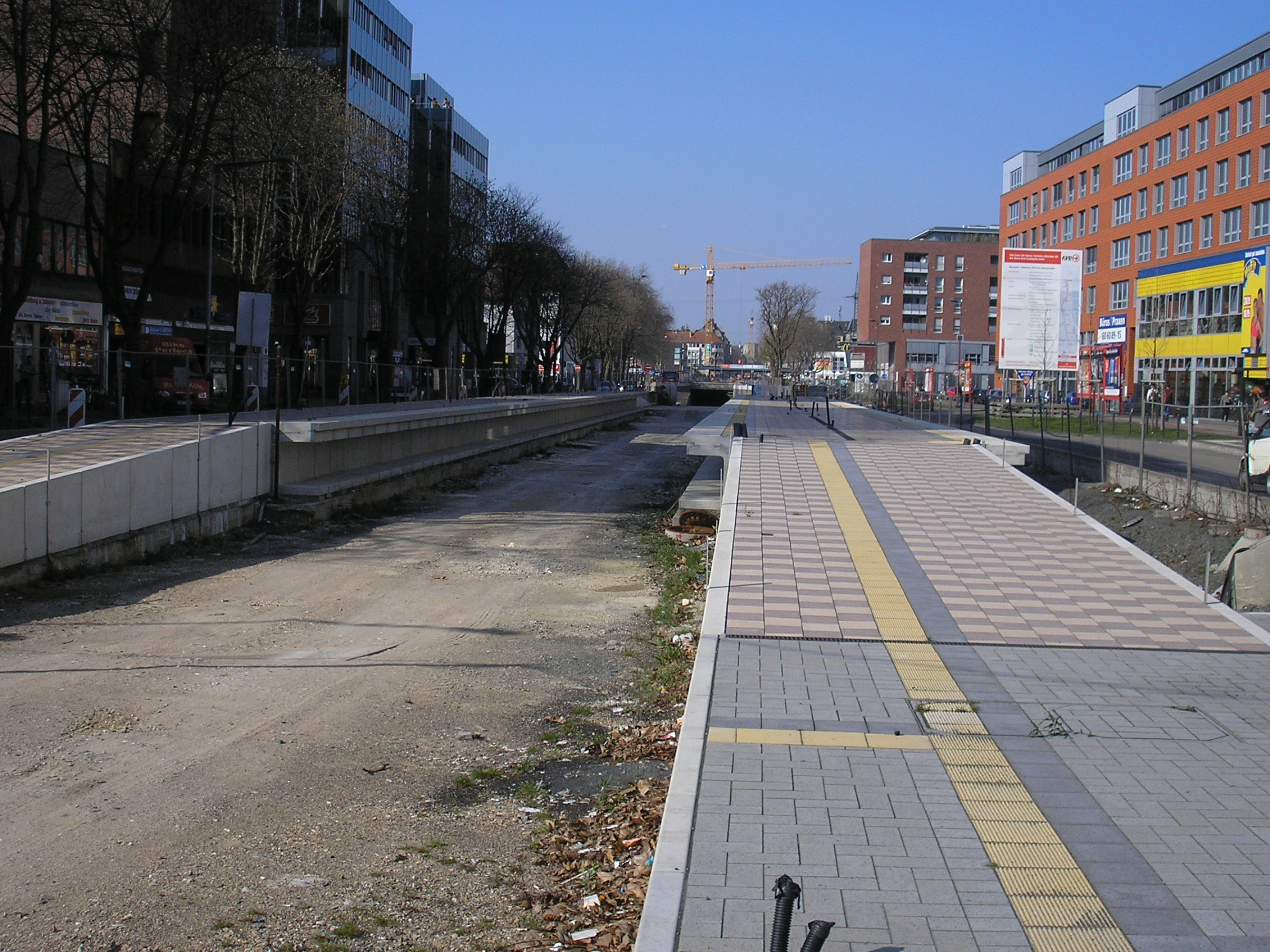
Stadtbahnhaltestelle Marktstraße, südliches Ende der 1. Ausbaustufe

Der nördliche Abschnitt der Kölner Nord-Süd-Stadtbahn wird mit den neuen Haltestellen Rathaus und Heumarkt durch die Linie 5 bedient, der südliche Abschnitt zwischen Severinstraße und Rodenkirchen/Sürth mit den neuen Stationen Severinstraße, Karthäuserhof, Chlodwigplatz und Bonner Wall durch die Linie 17. Die Station Breslauer Platz/Hauptbahnhof wurde für die Nord-Süd-Stadtbahn ausgebaut, existierte jedoch bereits zuvor. Die zweite Baustufe der Nord-Süd-Stadtbahn, welche die Verbindung zur Rheinuferbahn herstellt, ging bereits in Betrieb. Die Haltestelle Marktstraße der Nord-Süd-Stadtbahn ist zwar bereits fertiggestellt, jedoch nicht in Betrieb, solange die dritte Baustufe der Nord-Süd-Stadtbahn noch nicht eröffnet ist.

### Ost-West-Stadtbahn
Nach Beschluss des Rats der Stadt ist geplant, die Innenstadtstrecke der Linien 1, 7 und 9 in der Innenstadt in einen Tunnel Zu verlegen. Die aktuell geplante Tunnelvariante wird am Heumarkt beginnen und zwischen Moltkestrasse und Universitätsstrasse enden. Die Linie 9 wird am Neumarkt ausfädeln und ab Mauritiuskirche wieder auf der Straßenbahntrasse verlaufen, da die Bahnen der Linie 1 als Dreiwqgen-Garnituren verkehren sollen ist ein Ausbau fast aller Bahnsteige zwischen Bensberg und Weiden West notwendig.

## S-Bahn Köln

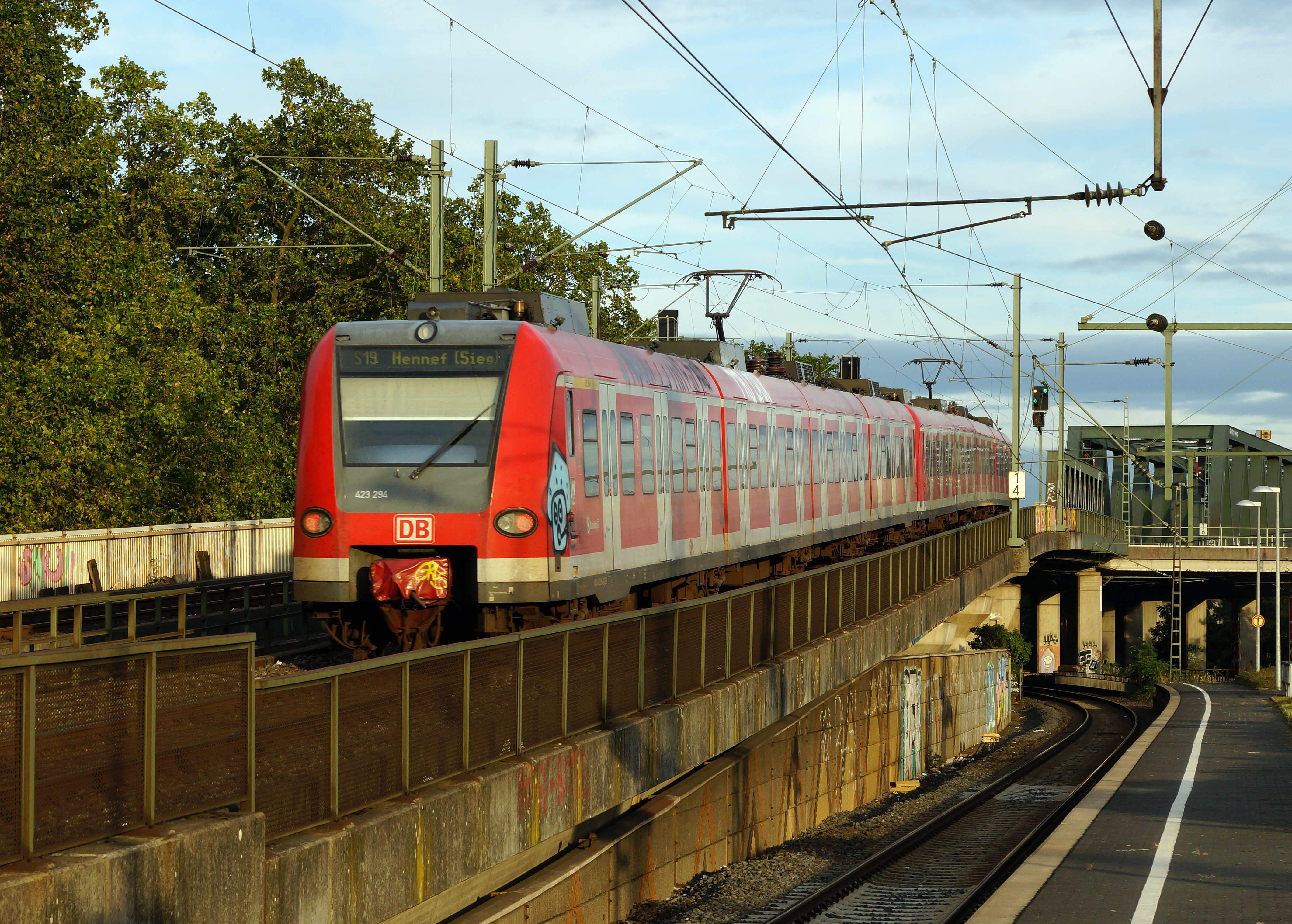
Triebzug der Baureihe 423 der S-Bahn Köln beim Bahnhof Köln Messe/Deutz

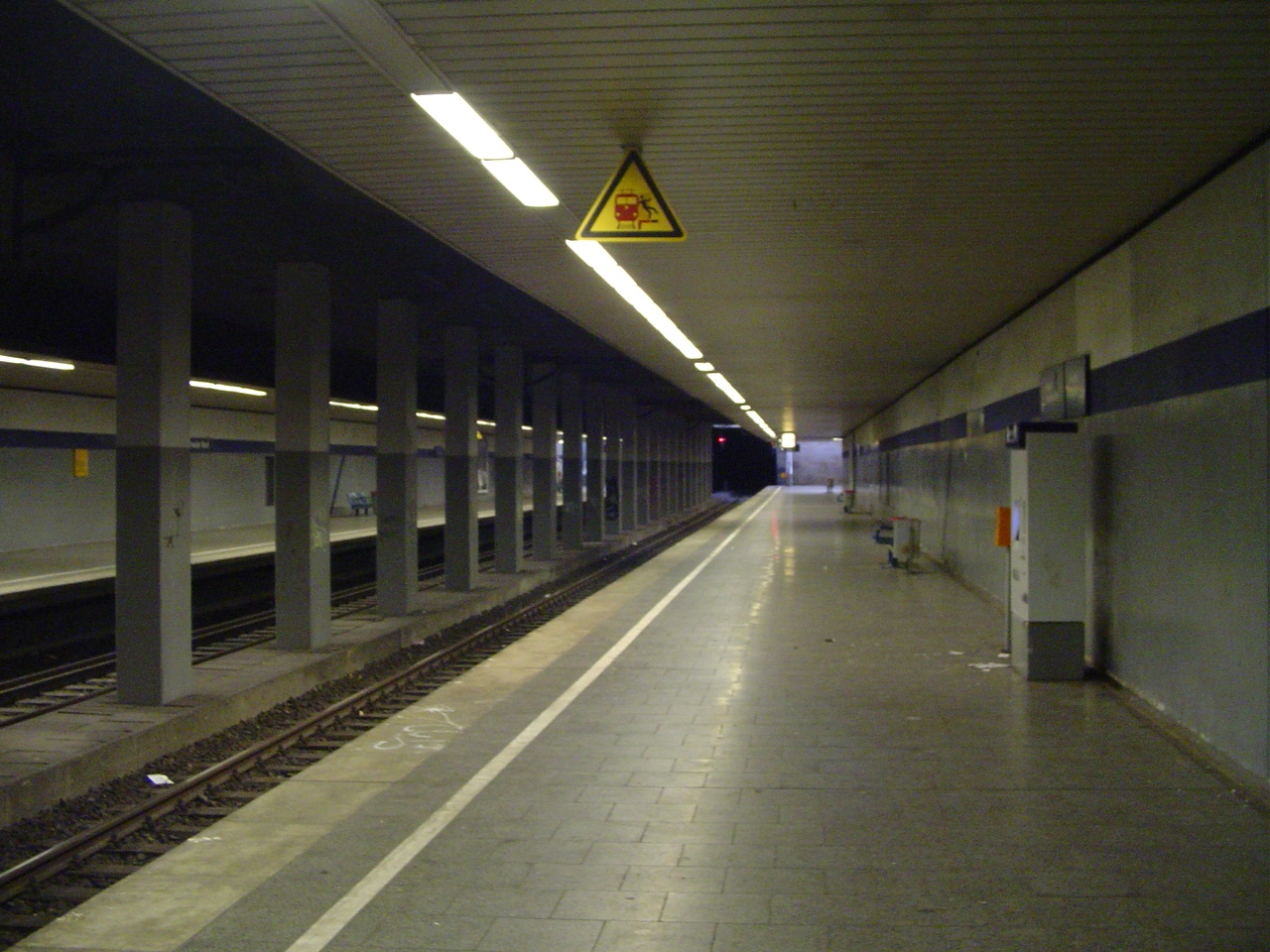
S-Bahnhof Köln-Chorweiler Nord

Die S-Bahn ist ein zur Erschließung des Umlandes sehr wichtiges, jedoch für den Verkehr in der Innenstadt von Köln weniger bedeutsames Nahverkehrssystem als in Städten wie Berlin, Hamburg, München oder Frankfurt am Main. Im Stadtbezirk Innenstadt liegen die wichtigen Stationen Hauptbahnhof, Hansaring und Messe/Deutz.

### Linien der S-Bahn Köln
- S 6 Essen – Düsseldorf – Leverkusen – Köln Hbf – Köln Hansaring – Köln-Worringen
- S 11 Düsseldorf Flughafen Terminal – Düsseldorf Hbf – Neuss Hbf – Dormagen – Köln-Chorweiler – Köln Hbf – Bergisch Gladbach
- S 12 Horrem – Köln – Siegburg/Bonn – Herchen – Au (Sieg)
- S 19 (Aachen –) Düren – Horrem – Köln – Köln/Bonn Flughafen – Herchen – Au (Sieg)

## Regionalverkehr

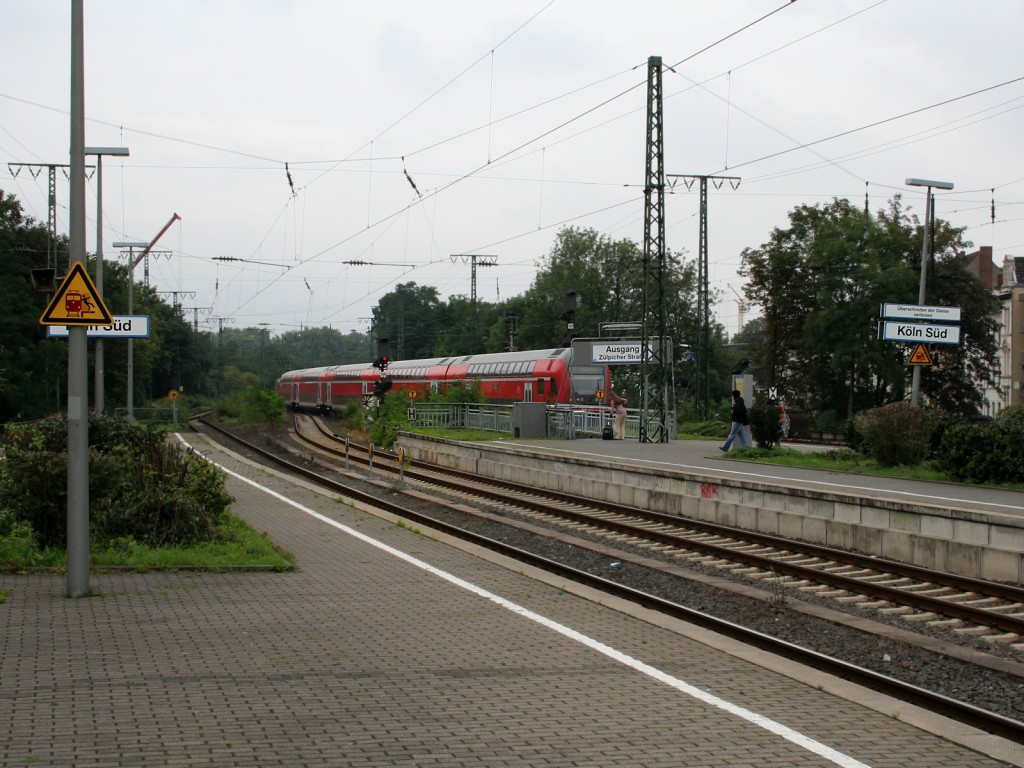
Regionalexpress im Bahnhof Köln Süd

Im Regionalverkehr (RB und RE) werden folgende Stationen bedient:
Köln Hauptbahnhof, Köln Messe/Deutz, Köln Süd, Köln West, Köln-Ehrenfeld, Köln/Bonn Flughafen, Köln-Mülheim, Porz (Rhein), Köln Hansaring, Köln Trimbornstraße und Köln Frankfurter Straße.
Die im Regionalverkehr tätigen Verkehrsunternehmen sind DB Regio, TransRegio, NationalExpress und Abellio Rail NRW, wobei sich der letztgenannte Betrieb aus dem Geschäft zurückgezogen hat.

## Seilbahn

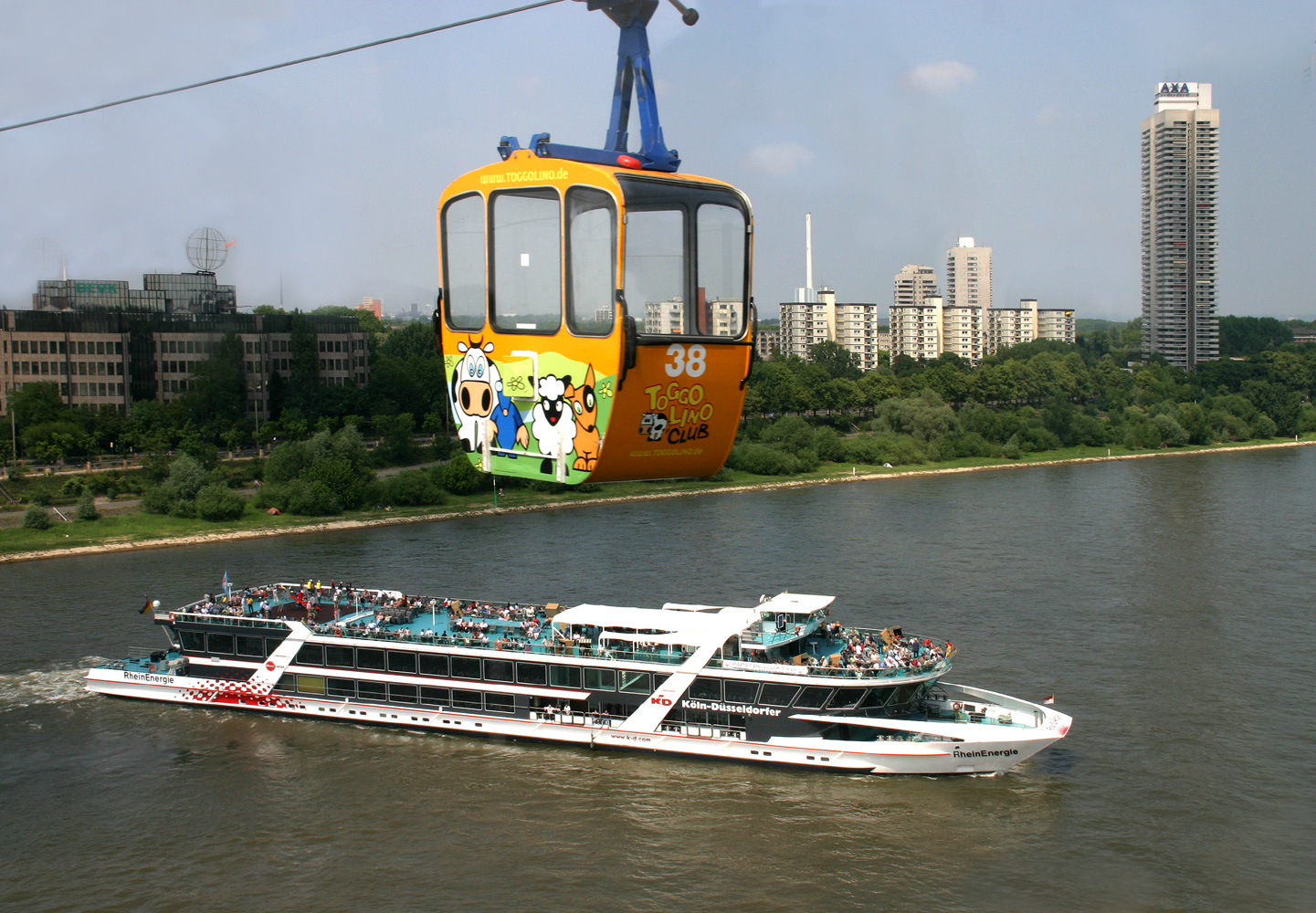
Gondel der Kölner Seilbahn, über der Zoobrücke im Hintergrund das Colonia-Hochhaus

Die Kölner Seilbahn verbindet das westliche und das östliche Rheinufer in Höhe der Zoobrücke miteinander. Die Kölner Seilbahn-Gesellschaft mbH ist ein Tochterunternehmen der KVB AG, dennoch sind Fahrscheine für den Stadtverkehr nicht in der Seilbahn gültig, da diese ein eher touristisches Verkehrsmittel darstellt.

## Geplantes Wasserbusnetz
Seit dem Jahr 2016 gibt es in Köln immer wieder politische Diskussionen über den Aufbau eines Wasserbusnetzes. Seit 2021 ist diese ÖPNV-Möglichkeit u. a. durch die Stadt Köln konkretisiert worden. Gemeinsam mit den beiden Nachbarstädten Leverkusen und Wesseling wurde im Jahr 2020 eine Machbarkeitsstudie für ein Wasserbussystem auf dem Rhein in Auftrag gegeben. Der 2022 erschienene Zwischenbericht der Machbarkeitsstudie zeigt „verkehrliche Potenziale“ für ein Wasserbussystem auf dem Rhein.
Ein in der Machbarkeitsstudie beschriebener Pilotbetrieb sieht eine Linie vor, die die Stadtteile Niehl, Mülheim und die linksrheinische Innenstadt miteinander verbindet. In einem zweiten Schritt soll dann eine weitere Linie eingerichtet werden, die die Stadtteile Rodenkirchen und Porz verbindet.
Der Betrieb soll perspektivisch mit klimaneutralen Personenfähren durchgeführt werden und so, neben der Alternative zum Brückenbau, einen Beitrag zum Umweltschutz leisten. Für diesen Schritt benötigt es aber eine breite Lade-Infrastruktur für E-Schiffe, die im Jahr 2022 noch nicht besteht. Die Schiffe müssen flussaufwärts stets gegen die starke Strömung des Rheins ankämpfen.

## Übergang zum Fernverkehr

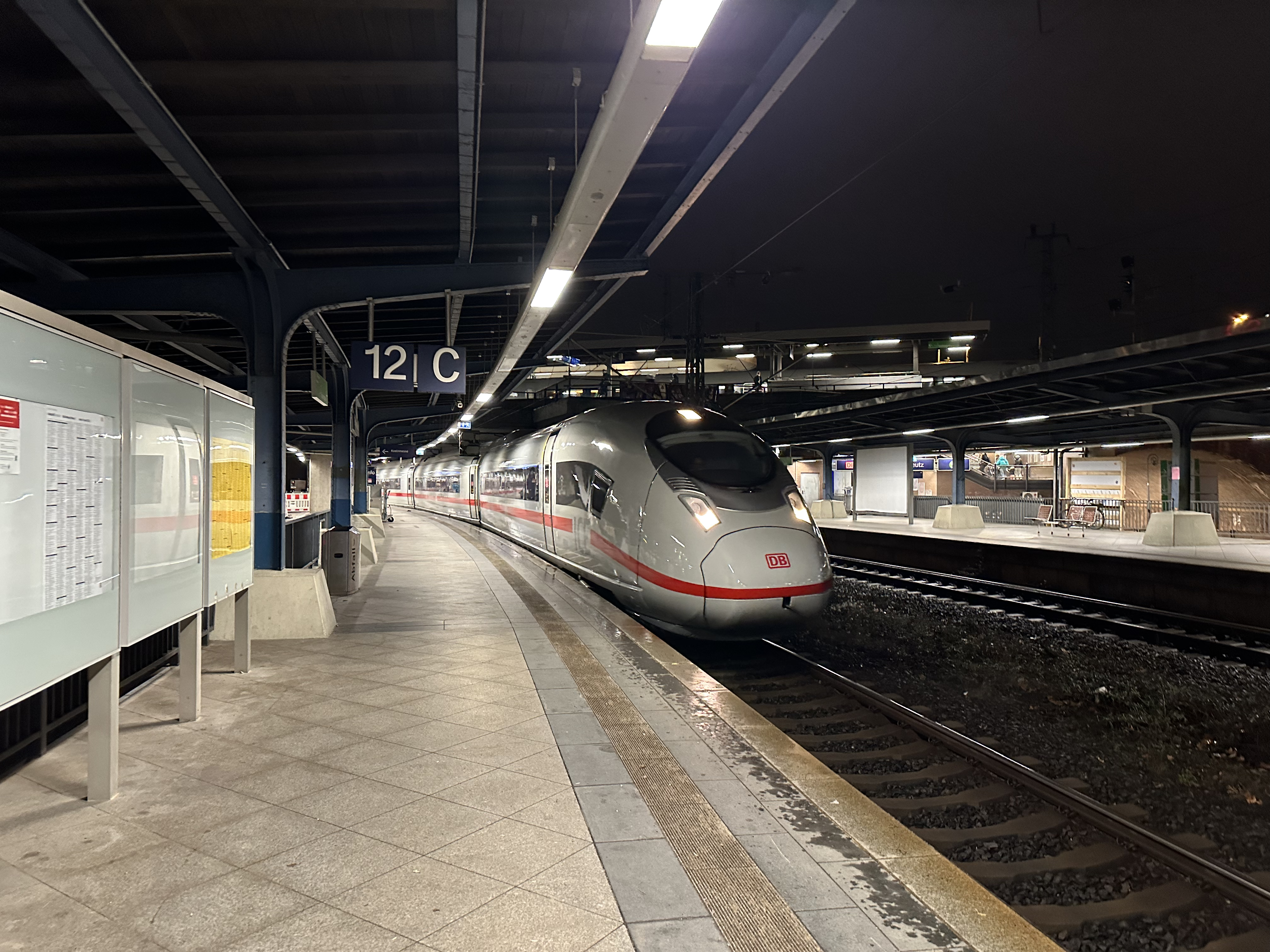
Fernzug der DB am Bahnhof Messe/Deutz

- Die drei Kölner Fernbahnhöfe Hauptbahnhof, Messe/Deutz und Flughafen werden durch Fernverkehrszüge angefahren. Die Zuggattungen InterCity-Express, Intercity/EuroCity und der Nachtreisezug Nightjet der ÖBB sowie der private Fernreisezug Flixtrain der Flixmobility halten am Hauptbahnhof, einige der IC- und ICE-Züge halten zudem am Bahnhof Messe/Deutz sowie am Flughafenbahnhof.
- An den Fernbusbahnhöfen Köln Süd (am Flughafen Köln/Bonn) und Köln Nord (am Bahnhof Leverkusen Mitte) besteht Anschluss an den Fernbusverkehr.
- Der Flughafen Köln/Bonn ist durch die S-Bahn Linie 19 (Düren–Köln Hbf–Hennf/Sieg), RE 8, RB 27 und Bus 161 (Porz),  von Bonn aus mit dem Schnellbus SB 60 erreichbar.

## Nahverkehrstarife

Logo des Verkehrsverbunds Rhein-Sieg

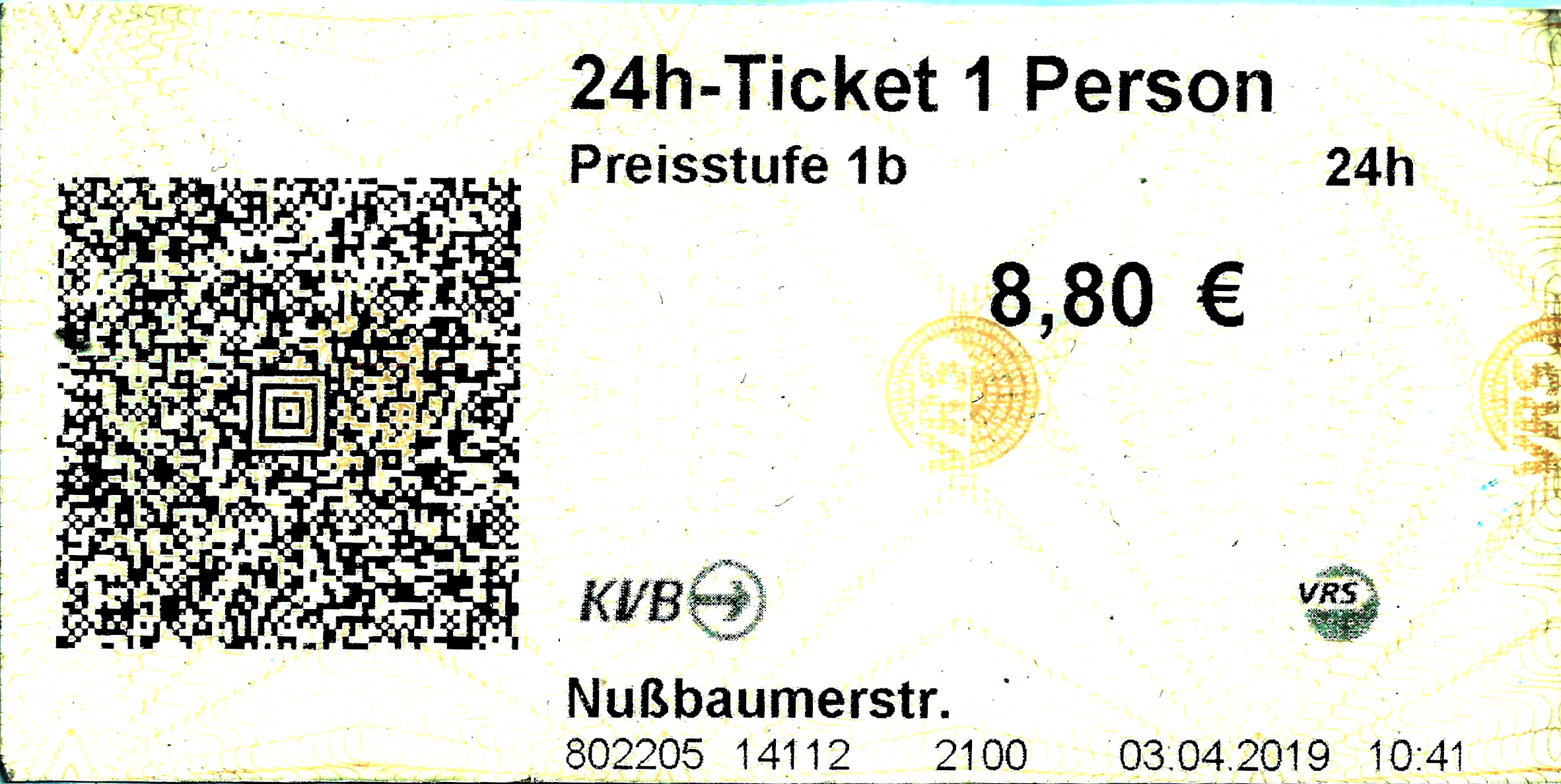
24-Stunden-Ticket ausgestellt durch die KVB

Die Stadt Köln liegt im Verbundgebiet des Verkehrsverbund Rhein-Sieg (VRS), dieser ermöglicht einen einheitlichen Tarif für alle öffentlichen Verkehrsmittel in Köln. Innerhalb Nordrhein-Westfalens gilt zudem der landesweite NRW-Tarif, bei diesem handelt es sich jedoch nicht um einen Verkehrsverbund, sondern um einen Landestarif. Zudem ist das Quer-durchs-Land-Ticket im Regionalverkehr sowie im S-Bahn-Verkehr gültig.

## Park and Ride (P+R)

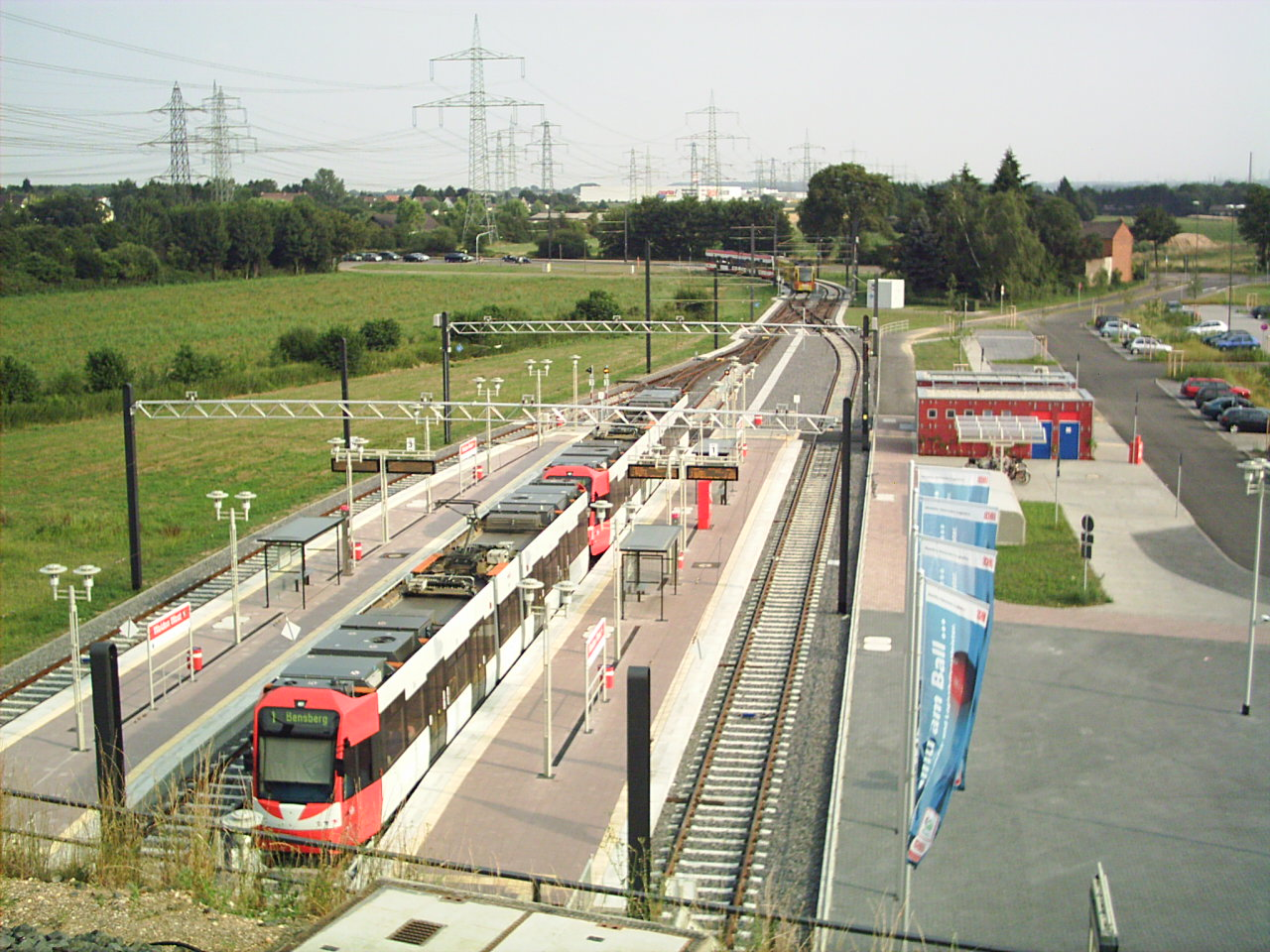
Park-and-Ride-Anlage (rechts) und Bike-and-Ride-Anlage (Mitte) am Haltepunkt Köln-Weiden West

Park-and-Ride-Anlagen dienen als Umsteigemöglichkeit vom motorisierten Individualverkehr zum öffentlichen Nahverkehr. Diese sind in Köln an folgenden Verkehrsstationen entlang folgender Linien zu finden:
- Autobahn: 9
- Bocklemünd: 3, 4
- Brück Mauspfad: 1
- Dellbrück:  S11
- Godorf: 16
- Königsforst: 9
- Haus Vorst/Marsdorf: 7
- Heinrich-Lübcke-Ufer: 16 17
- Longerich: S11
- Ostheim: 9
- Porzer Straße: 9
- Rheinenergie-Stadion: 1
- Rodenkirchen: 16 17
- Sürth: 16 17
- Weiden West: S13, S19, 1
- Worringen: S11
- Volkhofener Weg: S11
- Thielenbruch: 3 18
- Zoo/Flora: 16 18
- Zündorf: 7

## Bike and Ride (B+R)

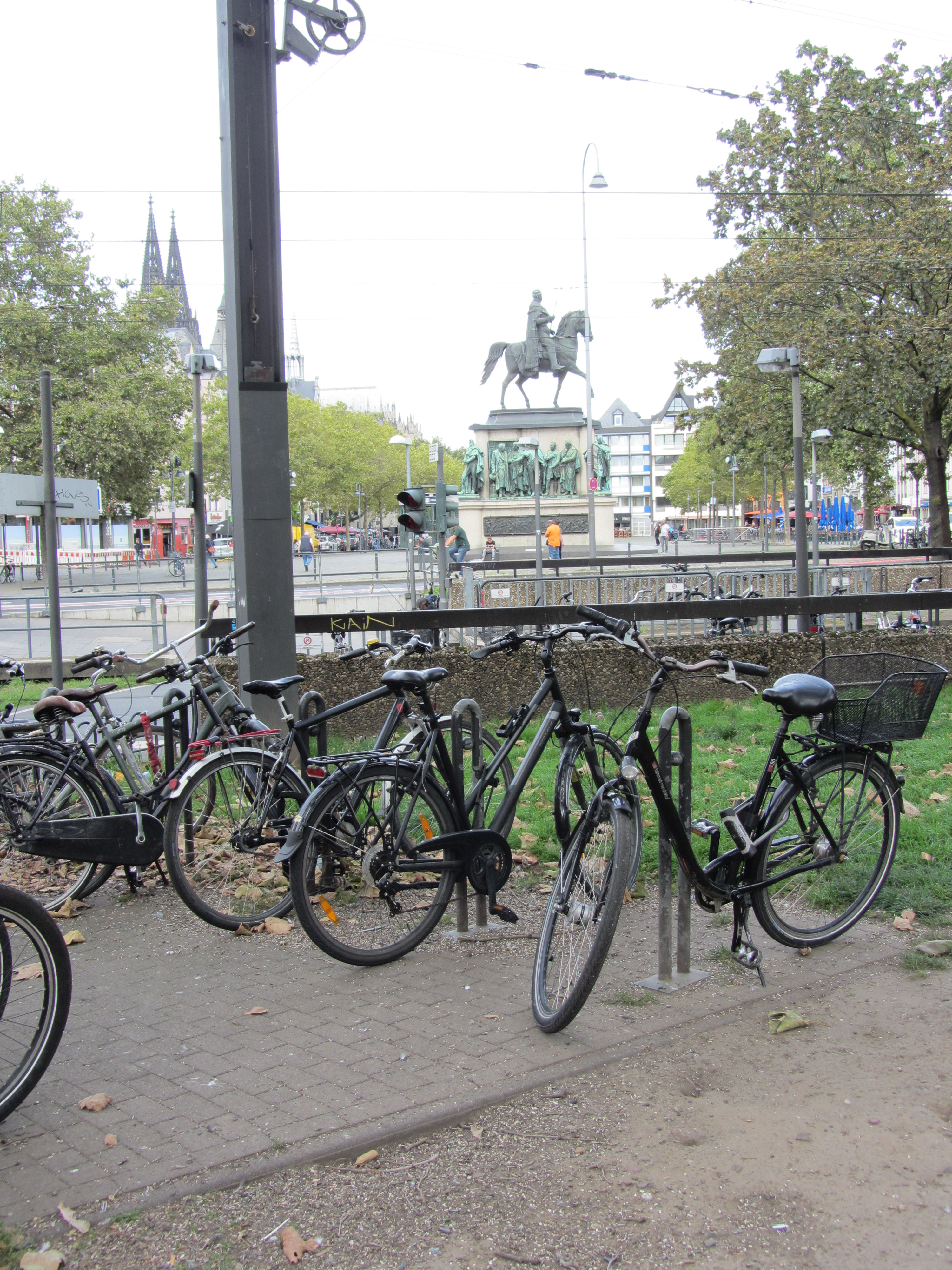
Bike and Ride Abstellplatz am U-Bahnhof Heumarkt

In Köln existieren für Fahrradfahrer, welche in die öffentlichen Verkehrsmittel umsteigen möchten, verschiedene Systeme von Bike-and-Ride-Anlagen, welche von der Stadt Köln betrieben werden.
- Abschließbare Fahrradboxen, welche Schutz vor Diebstahl und Vandalismus ermöglichen befinden sich an den Bahnhöfen Chorweiler, Ehrenfeld, Kalk, Lindenthal, Mülheim, Nippes, Porz, Rodenkirchen und Sürth.
- Überdachte Rahmenhalter, welche Abstellbügel und Witterungsschutz beinhalten, finden sich an vielen anderen Bahnhöfen und Bahnhaltestellen.
- Eine Fahrradstation befindet sich am Hauptbahnhof.